# Alright! (chanson d'Ami Suzuki)
Pour les articles homonymes, voir Alright.
Singles de Ami Suzuki
Fantastic
(2006) Like a Love?
(2006)
Alright! est le 7e single de Ami Suzuki sorti sous le label Avex Trax, et son 22e au total en comptant les douze sortis chez Sony Music, deux auto-produits et un spécial.

## Présentation
Le single sort le 17 mai 2006 au Japon sous le label Avex Trax, produit par Max Matsuura, trois mois seulement après le précédent, Fantastic. Il atteint la 17e place du classement de l'Oricon. Il se vend à 9 937 exemplaires la première semaine, et reste classé pendant 5 semaines, pour un total de 16 200 exemplaires vendus durant cette période. Les premiers exemplaires produits incluent un livret de photos de 32 pages en supplément. Le single sort également au format "CD+DVD" avec une pochette différente et incluant un DVD contenant le clip vidéo de la chanson-titre. Seul le prénom de la chanteuse est indiqué cette fois sur les pochettes.
La chanson-titre a été utilisée comme thème musical de fin de l'émission télévisée Itadaki Muscle!, ainsi que dans l'émission Music Fighter et dans une campagne publicitaire. Les deux chansons du single figureront sur l'album Connetta de 2007.

## Liste des titres
Toutes les paroles sont écrites par Ami Suzuki.
| 1. | Alright!                                  | Kazunori Watanabe | HΛL            |  |
| 2. | Hare Moyō. (ハレもよう。)                 | Tetsuya Muramatsu | Ryutaro Kihara |  |
| 3. | Alright! (Instrumental)                   | Kazunori Watanabe | HΛL            |  |
| 4. | Hare Moyō. (Instrumental) (ハレもよう。…) | Tetsuya Muramatsu | Ryutaro Kihara |  |

| 1. | Alright! |  |

## Interprétations à la télévision
- CDTV (13 mai 2006)
- Oto Jikan (16 mai 2006)
- Hey! Hey! Hey! Music Champ (22 mai 2006)
- Ongaku Senshi Music Fighter (26 mai 2006)
- Gekkan MelodiX! (27 mai 2006)